# Мынбулак
Мынбулак (каз. Мыңбұлақ) — село в Байдибекском районе Туркестанской области Казахстана. Административный центр Мынбулакского сельского округа. Находится на реке Шаян. Код КАТО — 513659100.

## Население
В 1999 году население села составляло 1523 человека (691 мужчина и 832 женщины). По данным переписи 2009 года, в селе проживали 1784 человека (906 мужчин и 878 женщин).